# Szelistye (Hunyad megye)
Szelistye románul: Săliște, falu Romániában, Erdélyben, Hunyad megyében.

## Fekvése
Brádtól délkeletre fekvő település.

## Története
Szelistye egykor Zaránd vármegyéhez tartozott. Nevét 1439-ben említette először oklevél Szelistafalva néven. Ekkor a világosi vár tartozéka volt a ribiczei kerületben. Neve a későbbiekben többféle formában fordult elő, így: 1439 Szelistafalva, 1574-ben Zelisteh, 1597-ben Szelistye, Alsó-Szelistye, Felső-Szelistye, 1601-ben Sziliste, 1613-ban Zelestie, 1648-ban Szelestye, 1808-ban Szelistye, 1913-ban Szelistye néven tűnt fel az írásos forrásokban.
A trianoni békeszerződés előtt Hunyad vármegye Brádi járásához tartozott. 1910-ben 647 lakosából 2 magyar, 8 német, 619 román volt. Ebből 11 római katolikus, 636 görögkeleti ortodox volt.

## Források

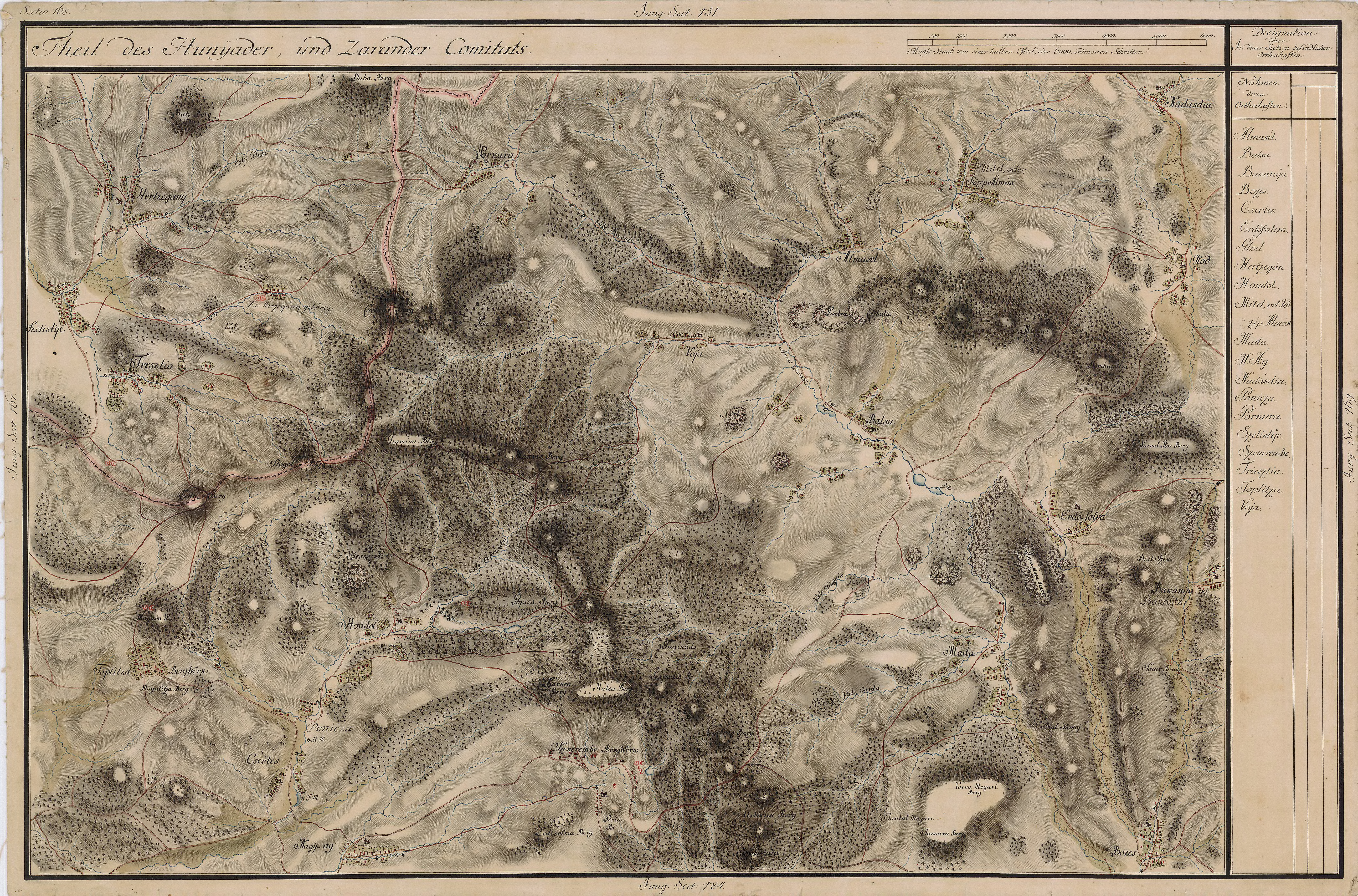
Szelistye, Szelistafalva egy régi térképen